# Kohnen
Kohnen – letnia stacja antarktyczna, należąca do Niemiec, położona na Antarktydzie Wschodniej.

## Położenie i warunki
Stacja znajduje się na lądolodzie antarktycznym na Ziemi Królowej Maud. Stację Kohnen tworzy 11 kontenerów umieszczonych na platformie o wymiarach 32×8 m, wzniesionej ponad powierzchnię lodowca na stalowych filarach. Kontenery zawierają m.in. dwie sypialnie, kuchnię, pomieszczenia sanitarne, radio i warsztat. Umieszczony na saniach magazyny żywności, zbiorniki paliwa i (w razie potrzeby) dodatkowe kwatery mogą być parkowane w pobliżu platformy. Transport towarów, sprzętu i personelu odbywa się głównie drogą lądową. Stacja posiada też lądowisko o długości 900 m, obsługujące samoloty wyposażone w płozy. Jest ona w zasięgu lotów ze stałych baz Neumayer III, Halley i SANAE IV.

## Historia i działalność
Stacja została założona w 2001 roku w ramach europejskiego programu pozyskiwania rdzeni lodowych na Antarktydzie (EPICA, ang. European Project for Ice Coring in Antarctica), w celu poznania historii zmian klimatu w ciągu ostatnich 900 tys. lat. Jej patronem jest Heinz Kohnen, niemiecki geofizyk i prezes departamentu logistyki Instytutu Alfreda Wegenera. Stacja działa w sezonie letnim od grudnia do połowy lutego.